# Дудлава
Дудлава (словац. Dudlavá) — річка в Словаччині, права притока Грону, протікає в окрузі Брезно.
Довжина приблизно 3.8-4.5 км. Витік знаходиться в масиві Низькі Татри (частина Кральовогольські Татри) — масив Вишні-Ровєнка — на висоті близько 1300 метрів. Протікає територією села Вальковня.
Впадає у Грон на висоті приблизно 715—720 метрів.